# 高富町
高富町（たかとみちょう）は、岐阜県山県郡にあった町である。
2003年（平成15年）4月1日に山県郡の美山町・伊自良村と共に合併し、山県市となった。

## 地理
- 河川：鳥羽川・新川

### 隣接していた自治体
- 岐阜市
- 山県郡 伊自良村、美山町
- 武儀郡 武芸川町

## 歴史
- 1889年（明治22年）7月1日 - 町村制施行により高富村が成立する。
- 1897年（明治30年）3月19日 - 町制施行により高富町（初代）となる。
- 1891年（明治24年）10月28日 - 濃尾地震が発生。町内の建物が多数倒壊するなど被害多数[1]。
- 1955年（昭和30年）4月1日 - 昭和の大合併で 富岡村・梅原村・桜尾村・大桑村と合併して、新たに高富町（2代）の地方自治体となる。
- 2003年（平成15年）4月1日 - 美山町・伊自良村と合併し山県市が発足する。同日高富町廃止。

## 教育

### 小学校
- 高富町立梅原小学校
- 高富町立大桑小学校
- 高富町立桜尾小学校
- 高富町立高富小学校
- 高富町立富岡小学校

### 中学校
- 高富町立高富中学校

### 2003年以前に廃校となった小中学校
- 高富町立大桜中学校 1971年廃校

## 交通

### 鉄道
- 名古屋鉄道高富線（1960年（昭和35年）4月22日に廃止。）は岐阜市と高富町の境目の岐阜市側が終点のため、高富町内は通っていない。
- 大正時代初期に、高富町と武儀郡西武芸村（後の山県郡美山町）を結ぶ武藝軽便鉄道が、大正時代後期に高富町と武儀郡北武芸村（後の山県郡美山町）を結ぶ北濃鉄道の計画が存在したが、未成線となった。

### バス路線
岐阜市街へ名古屋鉄道のバス（現在の名鉄バス）が多数運行されていた。山県市発足後の2004年（平成16年）に岐阜乗合自動車（岐阜バス）に譲渡された。

### 道路
高速道路
- 町内に高速道路はなし。

一般国道
- 国道256号

主要地方道
- 岐阜県道79号関本巣線
- 岐阜県道91号岐阜美山線

一般県道
- 岐阜県道174号伊自良高富線

長距離自然歩道
- 東海自然歩道

## 名所・旧跡・観光スポット・祭事・催事

### 名所・旧跡
- 四国山香りの森公園
- 大桑城跡

### 祭事・催事
- ふるさと栗まつり